# Saint-Georges (Cantal)
Saint-Georges é uma comuna francesa na região administrativa de Auvérnia-Ródano-Alpes, no departamento de Cantal. Estende-se por uma área de 33,52 km². Em 2010 a comuna tinha 1 213 habitantes (densidade: 36,2 hab./km²).